# Concert of November 22nd 2000 at the Olympia
Concert of November 22nd 2000 at the Olympia – koncertowe DVD amerykańskiego muzyka Raya Charlesa, wydane w 2004 roku. Przedstawia ono bardzo emocjonalny i wyjątkowy dla Charlesa koncert, który miał miejsce w 2000 roku. Poza tym, iż odbył się on w dniu jego siedemdziesiątych urodzin, był występem rozpoczynającym pierwszą w nowym milenium trasę koncertową Raya. Dodatkowo, występ ten miał miejsce w legendarnej paryskiej Olympii, gdzie dokładnie 40 lat wcześniej muzyk dał swój pierwszy koncert na europejskiej scenie.
Podczas tego koncertu na scenie Charlesowi miał towarzyszyć jego zespół oraz The Raelettes. Jednak z powodu strajku części pracowników lotniska Big Band i The Raelletes utknęły na lotnisku w Lizbonie. Ostatecznie Ray zdecydował się wystąpić sam, co spotkało się z bardzo pozytywną oceną odbiorców oraz krytyków.

(...) Tej nocy Ray Charles miał wystąpić wraz ze swoim Big Bandem oraz The Raelettes, jednak z powodu strajku kontrolerów utknęli oni na lotnisku w Lizbonie. Ostatecznie zdecydował się on wystąpić, a jego magiczny koncert „unplugged” został uwieczniony jako film. Wynikiem tego jest to wyjątkowe CD i DVD, które przeniesie cię w fantastyczną atmosferę jednego z najbardziej emocjonalnych wystąpień w historii, w jednym z najpiękniejszych obiektów na świecie.

Bonusowy materiał obejmuje m.in. wcześniej niepublikowany wywiad z Charlesem.
Ten sam koncert ukazał się również na CD i DVD At the Olympia w 2007 roku.

## Lista utworów
1. „Blues for Big Scotia” (Peterson)
2. „Just the Way You Look Tonight” (Fields, Kern)
3. „Route 66" (Troup)
4. „Song for You” (Russell)
5. „Hallelujah, I Love Her So” (Charles)
6. „Georgia on My Mind” (Carmichael, Gorrel)
7. „Stranger in My Own Home Town” (Mayfield)
8. „Angelina” (Koppang)
9. „I Got a Woman” (Charles)
10. „Hey Girl” (Goffin, King)
11. „Almost Like Being in Love Again” (Demmans)
12. „Just for a Thrill” (Amstrong, Charles)
13. „It Had to Be You” (Jones, Kahn)
14. „What’d I Say” (Charles)
15. Materiał bonusowy